# Smolyhiw
Smolyhiw (ukrainisch Смолигів; russisch Смолигов/Smoligow, polnisch Smoligów) ist ein Dorf in der Westukraine in der Oblast Wolyn, Rajon Luzk etwa 26 Kilometer westlich der Rajons- und Oblasthauptstadt Luzk am Fluss Serna (Серна) gelegen.

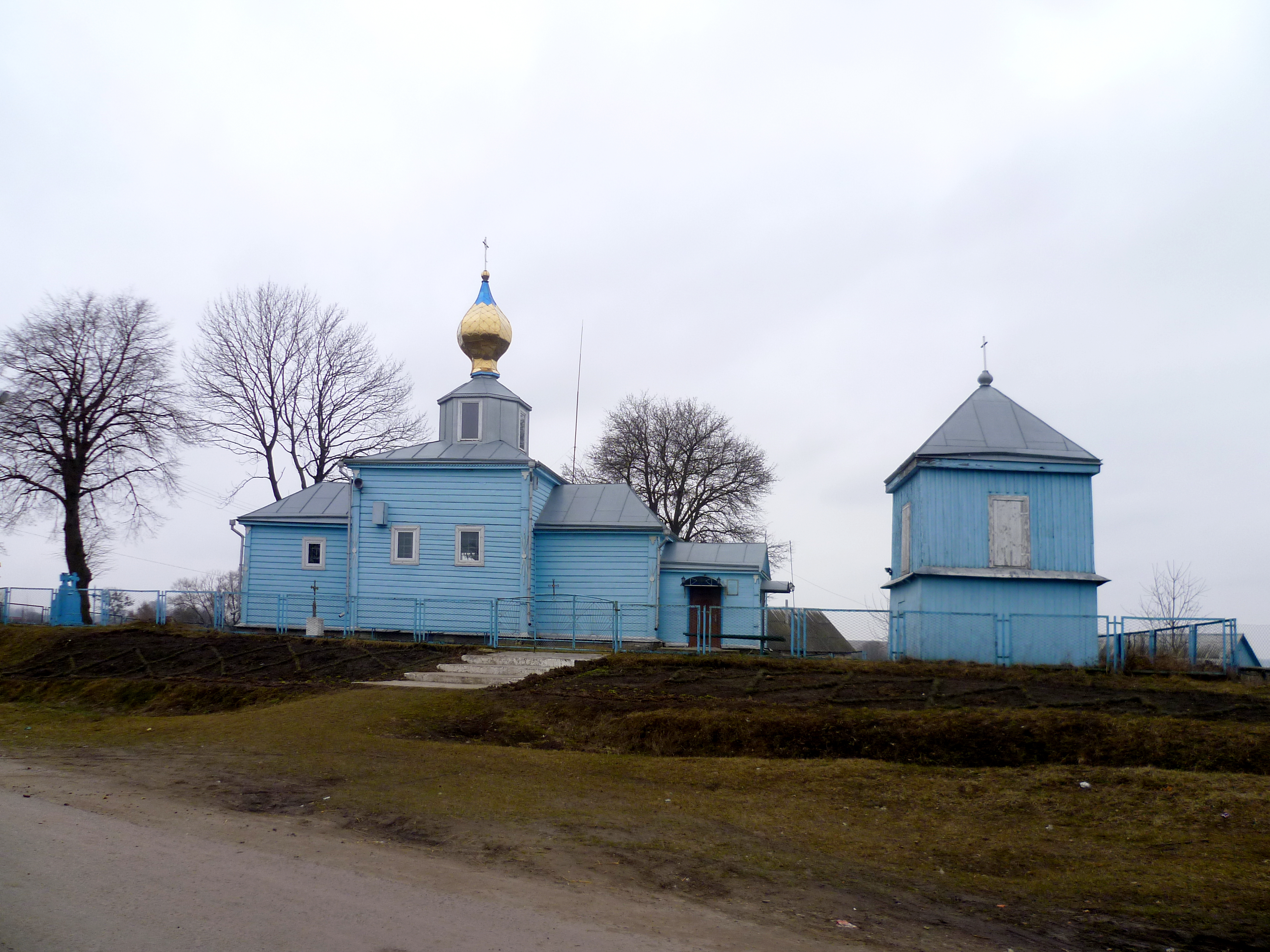
Kirche im Ort

Am 12. November 2015 wurde das Dorf zum Zentrum der neugegründeten Landgemeinde Smolyhiw (Смолигівська сільська громада/Smolyhiwska silska hromada). Zu dieser zählen auch noch die 5 Dörfer Barwinok (Барвінок), Chorochoryn (Хорохорин), Dubytschanske (Дубичанське), Mychajliwka (Михайлівка) und Sarniwka (Сарнівка), bis dahin bildete das Dorf zusammen mit dem Dorf Sarniwka die gleichnamige Landratsgemeinde.
Am 12. Juni 2020 wurde die Landgemeinde wieder aufgelöst und sie wurde ein Teil der Siedlungsgemeinde Tortschyn.

## Geschichte
Der Ort wird 1545 zum ersten Mal schriftlich erwähnt und gehörte bis 1793 in der Woiwodschaft Wolhynien zur Adelsrepublik Polen-Litauen. Mit den Teilungen Polens fiel der Ort an das Russische Reich und lag bis zum Ende des Ersten Weltkriegs im Gouvernement Wolhynien.
Nach dem Ersten Weltkrieg kam der Ort zu Polen (in die Woiwodschaft Wolhynien, Powiat Łuck, Gmina Torczyn), im Zweiten Weltkrieg wurde er zwischen 1939 und 1941 von der Sowjetunion besetzt. Nach dem Überfall auf die Sowjetunion im Juni 1941 wurde er dann bis 1944 von Deutschland besetzt, dies gliederte den Ort in das Reichskommissariat Ukraine in den Generalbezirk Brest-Litowsk/Wolhynien-Podolien, Kreisgebiet Luzk.
Nach dem Krieg wurde der Ort der Sowjetunion zugeschlagen. Dort kam das Dorf zur Ukrainischen SSR und seit 1991 ist es ein Teil der heutigen Ukraine.